# آروی فورلی مووات
آروی فورلی مووات (به انگلیسی: RV Farley Mowat) یک کشتی است که طول آن ۵۲٫۴ متر (۱۷۲ فوت) می‌باشد. این کشتی در سال ۱۹۵۶ ساخته شد.